# Joseph Mohr
Joseph Franz Mohr (n. 11 decembrie 1792, Salzburg, Austria – d. 4 decembrie 1848, Wagrain⁠(d), Salzburg, Austria) a fost un preot catolic și compozitor austriac, autorul colindei Stille Nacht, pe care a compus-o în 1818.